# 1997년~1998년 엘니뇨 사건
1997년~1998년 엘니뇨(1997–1998 El Niño)는 역사상 가장 강력한 엘니뇨 남방진동 사건 중 하나로, 전 세계에서 홍수 등 자연재해가 속출하였다. 전 세계의 산호 16% 가량이 죽었으며, 보통 엘니뇨로 인한 기온 상승률이 0.25 °C (0.45 °F)인 데 반해, 기온이 1.5 °C (2.7 °F)까지 상승하였다.
케냐 동북부와 소말리아 남부에서는 기상이변으로 인해 폭우가 내려, 리프트밸리열 대유행이 일어났다. 캘리포니아에서도 우기에 역사상 가장 많은 강수량을 기록했으며, 인도네시아에서도 사상 최악의 홍수가 발생했다. 1998년은 기상 관측 사상 가장 더운 연도로 기록되어 있다.

## 기상학적 진행 과정

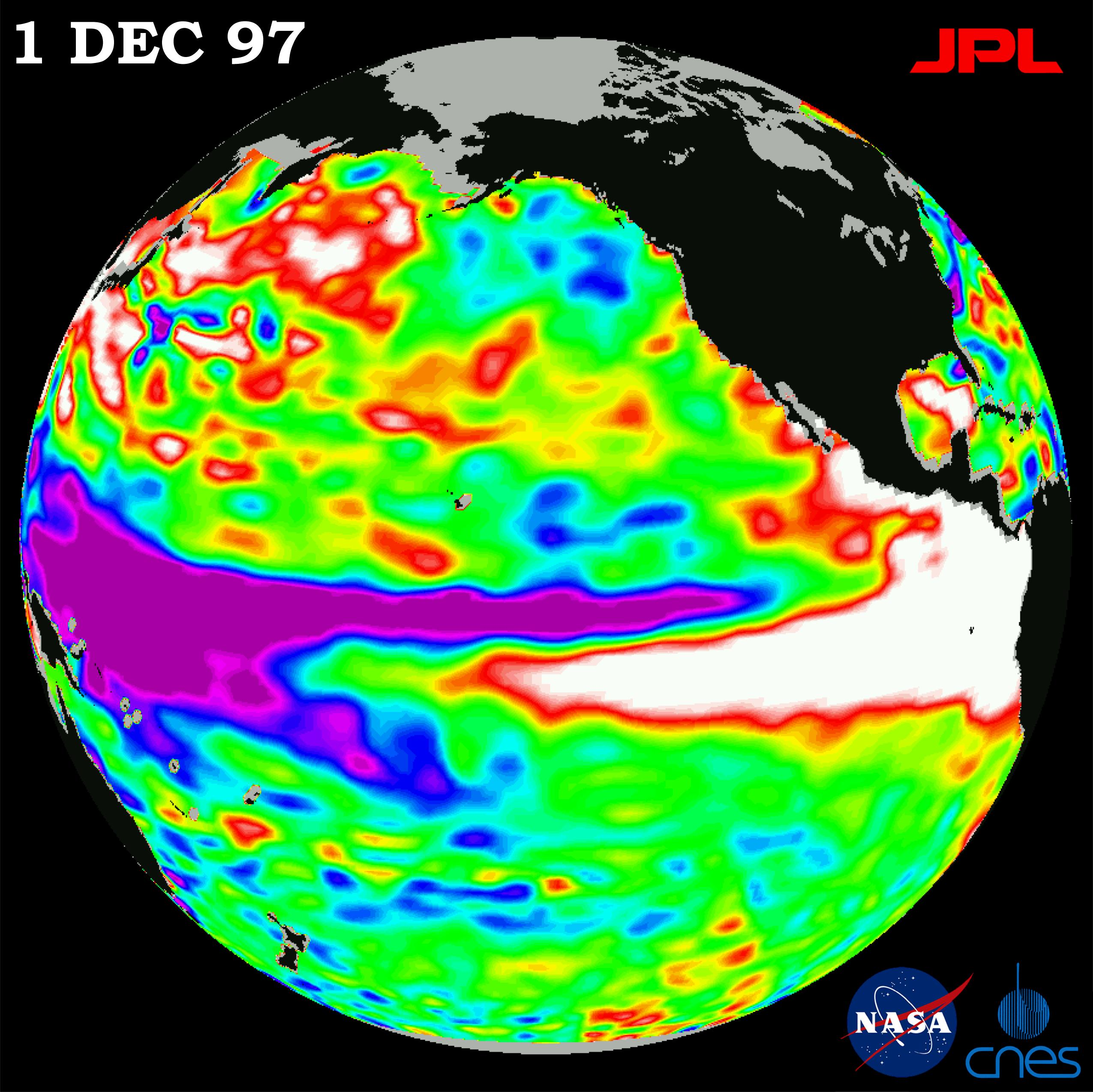
TOPEX/포세이돈 위성이 관측한 1997년 엘니뇨. 아메리카 대륙을 따라 위치한 하얀 지역은 따듯한 물이 위치함을 나타낸다.

1997년 1월, 해양심층수 탐사선들이 서태평양 수심 150미터 지역에서 주변보다 3 °C 가량 따듯한 물을 발견했으며, 엘니뇨 남방진동 사건이 시작됨을 암시했다. 같은 시기 스크립스 해양연구소는 엘니뇨가 1997년 하반기에 발생할 것으로 예측했다. 2월 동안 태평양 전체와, 특히 페루 연안의 표층 수온도 상승하기 시작했다. 수온이 평균보다 높았던 지역의 너비는 11,000 km에 달했으며, 뉴기니섬에서 남아메리카에 닿을 정도였다. 4월에는 따듯한 물이 표면까지 올라와 엘니뇨가 발생하였으며, 수심 150 m 위치의 수온 이상치는 5 °C를 넘었다. 페루 해안에서의 수온은 평균보다 3 °C 가량 높았다.
5월에는 남아메리카 일부 해안에서의 수온 편차가 7 °C에 달할 정도로 이상 기온이 심해졌다. 위쪽 북아메리카 해안의 수온도 평소보다 3 °C 가량 높아졌다. 같은 해 9월에는 엘니뇨 남방진동이 극대에 다다랐으며, 지구 둘레의 4분의 1 지점인 날짜 변경선의 수온이 평균보다 4 °C 가량 높아질 정도였다. 북아메리카 해안에서도 따듯한 물이 점점 불어나, 알래스카에서 멕시코 남부까지 이어졌다. 동시에 오스트레일리아 해안에서는 비정상적으로 수온이 낮아졌는데, 수심 150 m 지점의 수온이 평균보다 4 °C 가량 낮았다. 아메리카 대륙 해안 전체에서 발생한 따듯한 물(온도 21 °C~30 °C)의 부피는 오대호의 물을 합친 것보다 30배가 많았으며, 평시에 비해 추가로 생겨난 열에너지는 1995년 미국 전체에서 화석 연료로 만든 에너지보다 93배 많았다.
1998년 1월에도 페루 해안의 수온은 계속 상승해, 평균치를 11 °C 초과하였다. 하지만 동시에 서태평양의 차가운 물이 점차 확장해 오며, 라니냐가 발생할 것임을 보여주었다. 두 달 후 엘니뇨로 인한 따듯한 물의 범위가 급감하였으며, 1998년 5월 평균 수온 이하의 물이 태평양 전체로 퍼지며 엘니뇨가 마무리되었다.

## 열대 저기압 활동에 준 영향
엘니뇨로 인해 태평양에서는 평균보다 더 많은 열대 저기압이 발생하였다. 경도 160°E와 120°W의 남태평양에서는 이 기간 사이클론 16개가 발생하였는데, 평균치인 8개에 비해 2배 많아졌다. 열대 저기압이 형성되는 지역은 동쪽으로 이동하였으며, 이로 인해 쿡 제도와 프랑스령 폴리네시아가 영향을 받았다. 서태평양에서는 슈퍼태풍 11개가 발생하였으며, 이 중 10개가 5등급 허리케인의 세기에 도달하였다. 이 시기 동태평양에서 발생한 허리케인 린다는 2015년 허리케인 퍼트리샤가 발생하기 전까지 역사상 가장 강력한 허리케인이었다. 북태평양에서는 4등급 이상에 도달한 열대 저기압 개수가 역대 최고인 17개에 다다랐다. 이 기록은 이후 2014년~2016년 엘니뇨 사건 당시인 2015년 21개가 발생하며 깨졌다.

## 같이 보기
- 엘니뇨
- 1997년 태풍
- 1997년 동태평양 허리케인
- 1998년 태풍